# (1190) Pelagia
(1190) Pelagia – planetoida z pasa głównego asteroid okrążająca Słońce w ciągu 3 lat i 289 dni w średniej odległości 2,43 au. Została odkryta 20 września 1930 roku w Obserwatorium Simejiz na górze Koszka na Półwyspie Krymskim przez Grigorija Nieujmina. Nazwa planetoidy pochodzi od Piełagiei Szajn, rosyjskiej astronom. Przed nadaniem nazwy planetoida nosiła oznaczenie tymczasowe (1190) 1930 SL.